# Olidiana uenoi
Olidiana uenoi är en insektsart som beskrevs av Hayashi 1995. Olidiana uenoi ingår i släktet Olidiana och familjen dvärgstritar. Inga underarter finns listade i Catalogue of Life.